# Калач брдо
Калач брдо је брдовита градска четврт Ниша, у Нишавском управном округу. Административно припада градској општини Палилула.

## Географија
Калач брдо се налази на југу града. На западу се налази насеље Бубањ, на истоку Тутуновић подрум, а на североистоку Старо Гробље.

## Саобраћај
До насеља се може доћи градском аутобуском линијом Калач брдо—Сарајсевска (линија бр. 7).